# Sison cuneifolium
Sison cuneifolium är en flockblommig växtart som beskrevs av Ernst Gottlieb von Steudel. Sison cuneifolium ingår i släktet höstpersiljor, och familjen flockblommiga växter. Inga underarter finns listade i Catalogue of Life.